# Halskrås

Per Brahe med krås, 1746- 1772.

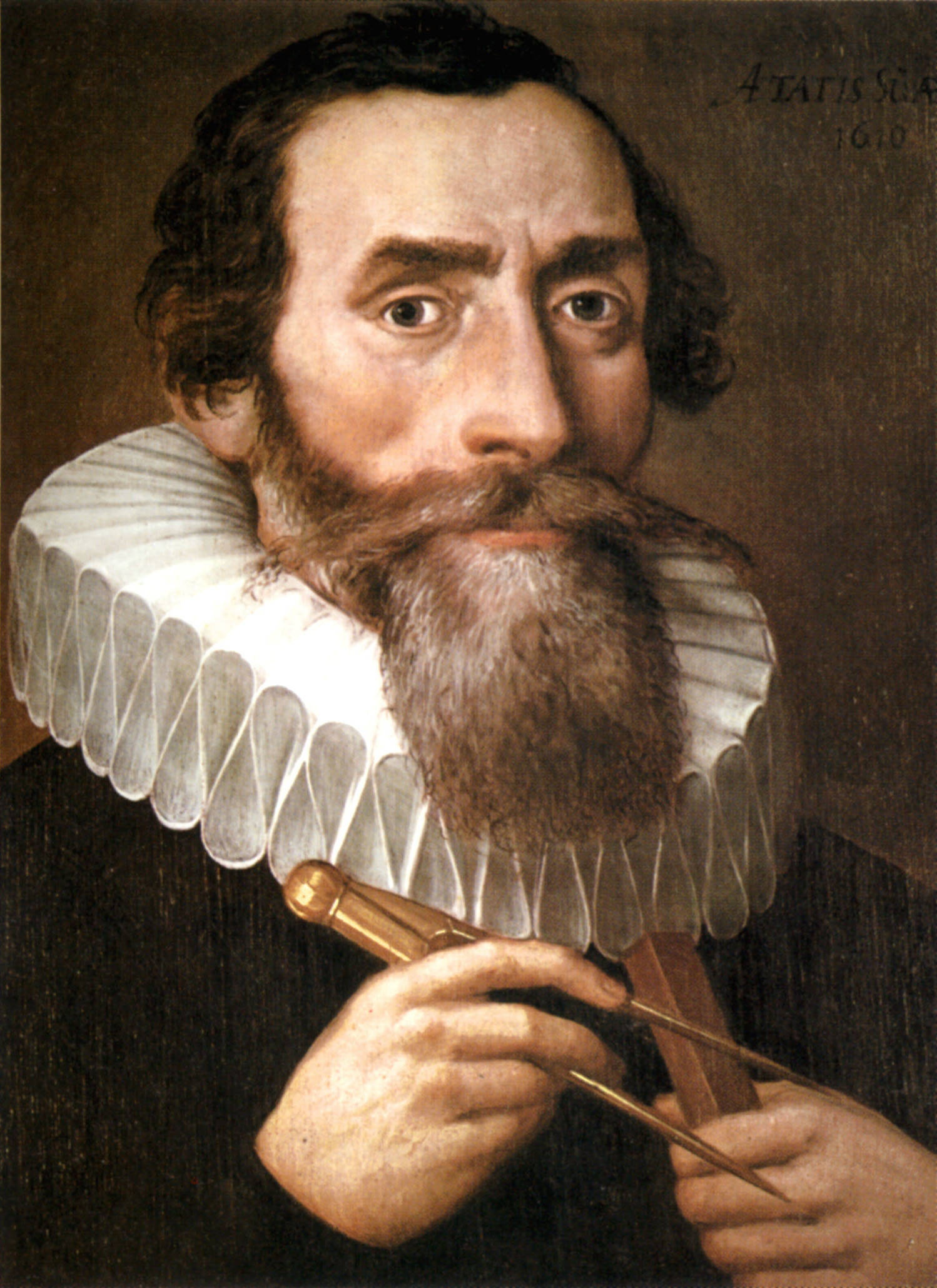
Johannes Kepler med halskrås

Halskrås, pliserad eller rynkad remsa av tunt tyg eller spets som sys fast runt halsöppningen på en skjorta. Halskråset blev modernt på 1700-talet och än i modern tid så används det fortfarande till smoking.[källa behövs]